# مايك يونغ (لاعب كرة قاعدة أمريكي)
مايك يونغ (بالإنجليزية: Mike Young)‏ هو لاعب كرة قاعدة أمريكي، ولد في 21 ديسمبر 1955.